# اچ‌تی‌ام‌اس تاکسین
اچ‌تی‌ام‌اس تاکسین (به انگلیسی: HTMS Taksin) یک کشتی است که طول آن 120.5 m می‌باشد.